# Myllocerus undecimpustulatus
Myllocerus undecimpustulatus, conhecido geralmente como o gorgulho do Sri Lanka ou o gorgulho de cabeça amarela, é uma espécie de gorgulho oriental de nariz largo  na família de besouros Curculionidae.
1. ↑  
«Myllocerus undecimpustulatus species details». Catalogue of Life. Consultado em 5 de abril de 2018
2. ↑  
«Myllocerus undecimpustulatus». GBIF. Consultado em 5 de abril de 2018
3. ↑  
«Myllocerus undecimpustulatus Species Information». BugGuide.net. Consultado em 5 de abril de 2018
4. ↑  
«Myllocerus undecimpustulatus Overview». Encyclopedia of Life. Consultado em 5 de abril de 2018